# Верифікація підпису

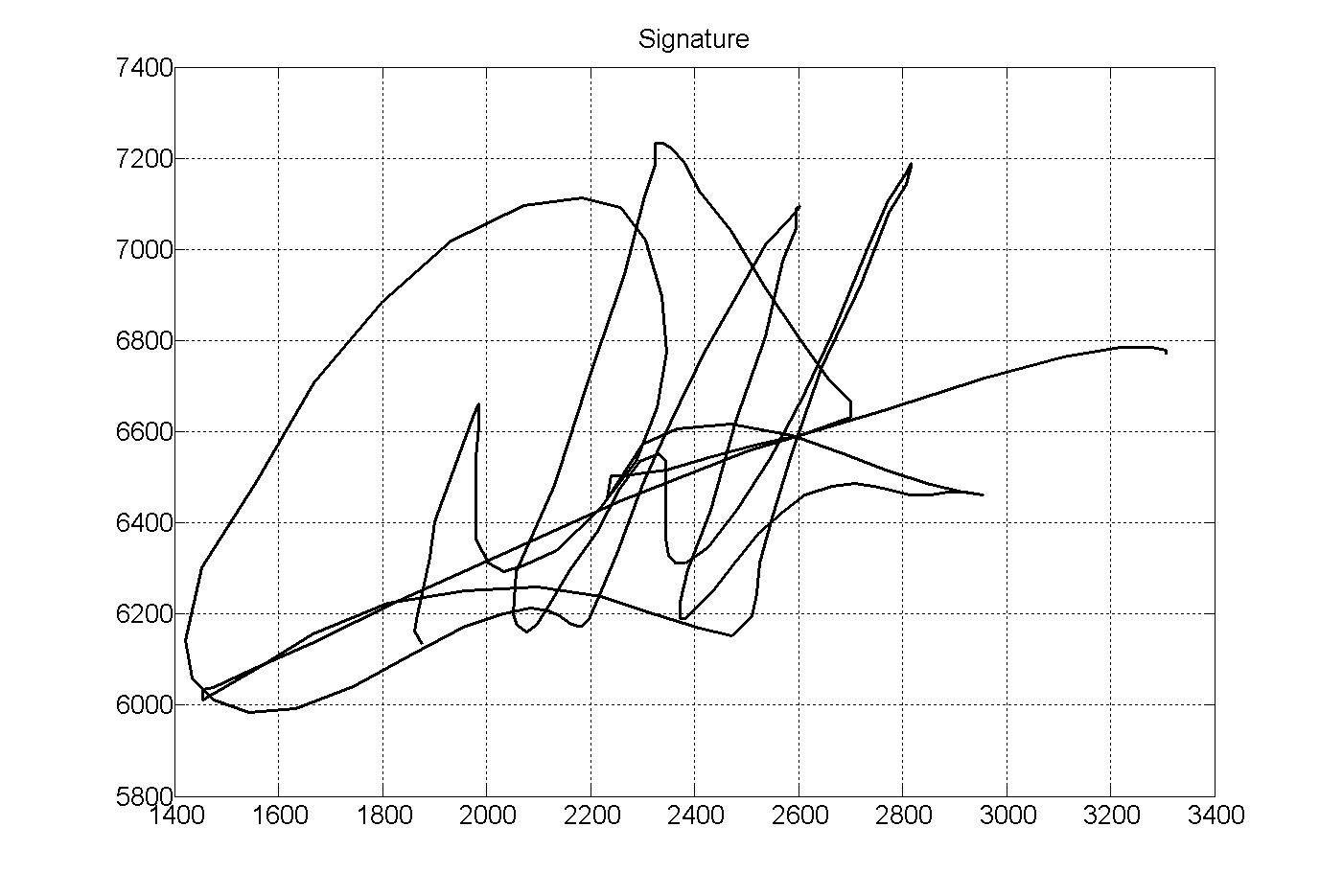
Приклад підпису

Верифікація підпису — біометрична технологія, що використовує підпис для ідентифікації особистості.
Верифікація підпису може бути використана в областях, що вимагають автоматизацію документообігу, наприклад, банківська або судову справу. Алгоритми розпізнавання підпису спираються на алгоритми розпізнавання образів або математичні методи аналізу кривих, так як підпис може бути представлена набором точок. Тому в задачі верифікації часто використовується розкладання в ряди або апроксимація кривими.

## Історія виникнення
Підпис є одним з найпоширеніших способів підтвердження документів. Але, незважаючи на поширеність використання підпису, візуально досить складно відрізнити справжню підпис від підробки, адже навіть два підписи одного і того ж людини можуть істотно розрізнятися. Тому постає завдання створення автоматичних пристроїв розпізнавання підпису. Такі системи повинні мати досить високий рівень точності розпізнавання.
Основою аутентифікації особи щодо підпису є відносна унікальність і стабільність характеристик процесу написання, які можуть бути використані для порівняння двох зразків підпису.
Розвиток технологій дозволило виявити та оцінити кількісно різні характеристики написання підпису. Для введення підпису стали використовуватися графічні планшети, відзначають в певні моменти часу положення кінця ручки, а також кут нахилу ручки і який чиниться на планшет тиск. Дані, одержувані з допомогою графічних планшетів, відображають динаміку мускульних рухів руки, і, отже, є біометричної характеристикою конкретної людини.
Очевидно, що підпис володіє меншою стабільністю, ніж деякі інші біометричні характеристики. Але завдання верифікації підпису залишається актуальною, так як підтвердження підписом є звичним способом підтвердження документів і операцій.

## Методи розпізнавання підпису
Завдання автентифікації користувача за підписом можна розділити на кілька етапів.
Спочатку відбувається реєстрація еталона підпису. Людині пропонується кілька разів ввести підпис для збору статистики. Потім відбувається виявлення і аналіз унікальних характеристик користувача, вираз цих характеристик кількісно, а також визначення еталонних даних і допустиме відхилення від них. Під еталонними даними мається на увазі масив, який ставиться у відповідність особистого підпису і з якими буде проводитися порівняння.
Далі відбувається введення зразка підпису. На цьому етапі виділяються характеристики введеного зразка підпису аналогічно реєстрації еталона.
Потім порівнюються характеристики еталона і зразка, відбувається оцінка, наскільки вони збігаються. При достатній мірі збігу зразок підпису вважається справжнім. В іншому випадку, зразок вважається підробкою.

Методи розпізнавання підпису поділяються на два типи за способом отримання даних.

### Статичний метод
Статичний метод передбачає, що людина розписується на папері, зображення сканується або фотографується, а далі біометрична система аналізує отримане зображення. Часто цей метод називають «off-line» методом. Статичний метод дає менше інформації у порівнянні з динамічним методом, так як відомі лише координати точок.

### Динамічний метод

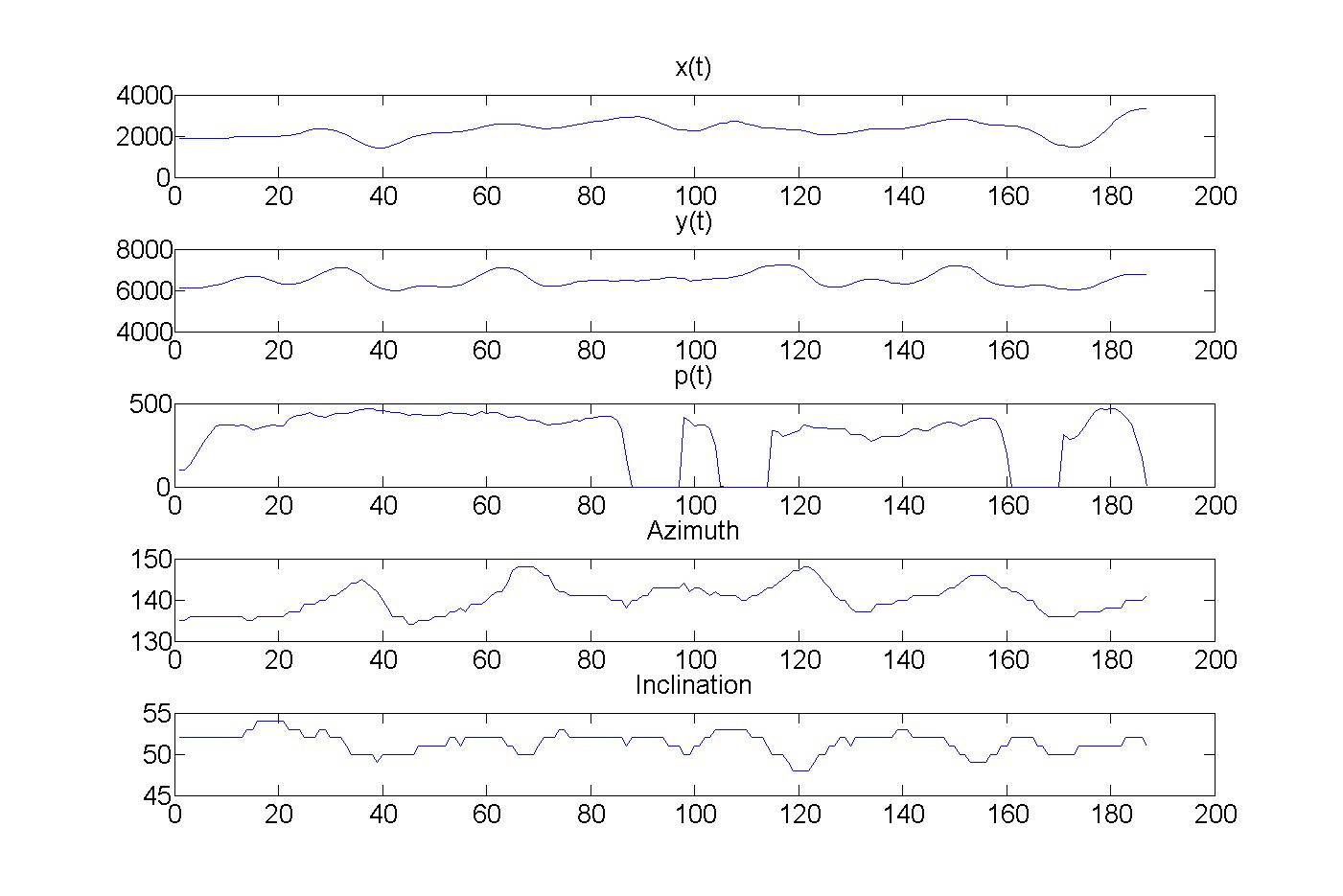
Динамічні характеристики підпису

Динамічний метод передбачає, що людина розписується у графічному планшеті, який зчитує підпис в режимі реального часу. Цей метод називають також «on-line» методом. Динамічна інформація може містити в собі наступні характеристики:
- просторова координата кінця пера x(t),
- просторова координата кінця пера y(t),
- тиск кінця пера на планшет,
- кут руху пера,
- нахил пера.

Динамічний метод має більш високий ступінь надійності, оскільки, крім статичної інформації, що містить додаткову динамічну. Відповідно, останній метод отримав велику ступінь поширення.
.

## Алгоритми розпізнавання підпису
Для кожної людини можна виявити унікальні характеристики при написанні підпису. Дослідження в області біометрії припускають вибір оптимального способу порівняння двох біометричних об'єктів для конкретної людини. Наприклад, для однієї людини характерно швидке написання підпису з різкими піками і западинами, а для іншого — постійно сильний тиск на ручку і гладкість лінії. Існує достатня кількість алгоритмів виявлення різних характеристик підпису та подальшого їх порівняння. Різні алгоритми відображають різні властивості підпису, тому в загальному випадку не можна порівнювати алгоритми між собою.

### Алгоритм, заснований на розпізнаванні образів
Популярні техніки теорії розпізнавання образів застосовні і для розпізнавання підпису. Наприклад, прихована марківська модель і алгоритм динамічного трансформування часу (DTW алгоритм). Також можливі комбінації методів.
Підпис попередньо розбивається на ділянки наступним чином. Обчислюються координати геометричного центру всієї підписи, а потім підпис розбивається на дві ділянки відносно центру мас. Далі розбиття продовжується на кожній ділянці. Після завершення розбиття кожній ділянці підпису ставиться у відповідність еліпс інерції. Еліпсом інерції в даному випадку називається еліпс, центр якого збігається з геометричним центром ділянки підпису, а сам еліпс будується аналогічно еліпсу інерції фізичного тіла, приймаючи масу точки підписи за одиницю. Таким способом будується пірамідальне поданням підпису еліптичними примітивами. Надалі порівняння здійснюється між уявленнями підпису.

### Алгоритм апроксимації кривими Безьє
Із зчитувального пристрою зчитуються координати точок підпису. Потім відбувається розділення масиву точок на ділянки, наприклад, за принципом виділення локальних екстремумів по осяхм або розбиття точками перетину ліній підпису. Після цього на кожному з ділянок проводиться крива Безьє на основі набору точок ділянки. Таким чином, кожній ділянці зіставляється масив коефіцієнтів, які задають криву Безьє. Порівняння двох підписів здійснюється зіставленням відповідних ділянок підписів і подальшим порівнянням коефіцієнтів при аппроксимирующем многочлене Безьє на ділянках.

### Алгоритм на основі обчислення матриці відстані
Результатом дії алгоритму є матриця відстаней, інваріантна відносно зсуву, повороту і масштабування. Іншими словами, якщо взяти зразок підпису, потім розтягнути, повернути і зрушити підпис, то матриця відстаней буде така ж як і у вихідної підпису. Матриця обчислюється такими діями:
1. Центруються вихідні дані щодо середнього значення
{\displaystyle x_{i}:=x_{i}-x_{c}}
2. Обчислюються нормовані на елемент, що має максимальну величину, координати
{\displaystyle x_{i}:=x_{i}/max(x)}
3. Обчислюється матриця відстані для всієї сукупності нормованих координат
{\displaystyle r={\begin{pmatrix}r_{11}&r_{12}&..&r_{1n}\\r_{21}&r_{22}&..&r_{2n}\\.&.&.&.\\r_{n1}&r_{n2}&.&r_{nn}\end{pmatrix}},r_{ij}}  — відстань між i-й і j-й координатами.

### Алгоритм зіставлення локальних екстремумів

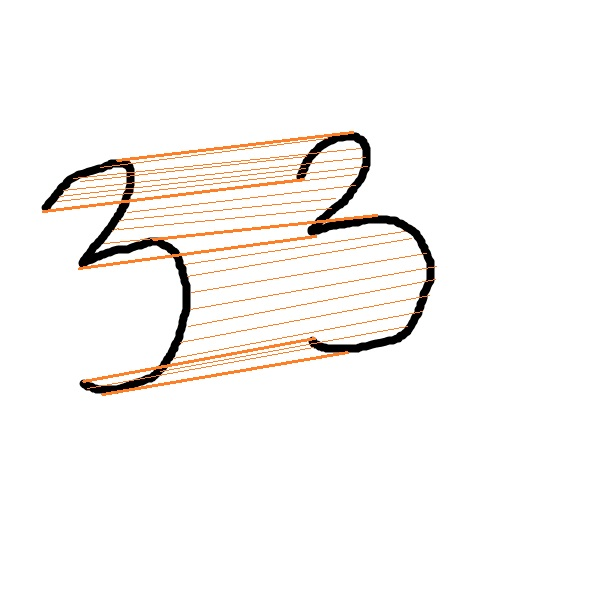
Зіставлення локальних екстремумів підпису

Розпізнавання підпису є досить схожою завданням по відношенню до розпізнавання людської мови. Тому існуючі методи в області розпізнавання мовлення застосовні до розпізнавання рукописного тексту з деякими доповненнями.
Одним з основних методів верифікації є підхід з використанням нейронних мереж і зіставлення точок динамічних кривих методом динамічної трансформації часової шкали(DTW алгоритм). Метод DTW має деякі недоліки: трудомісткість обчислень і приведення навіть підробленої підписи до еталонного вигляду. Щоб усунути ці недоліки був запропонований метод порівняння підписів на основі пошуку відповідності екстремальних точок (extreme points warping, EPW).
Із залежності x(t) і y(t) виділяється послідовність максимумів і мінімумів. Тому слід знаходити відповідності між точками, укладеними між відповідними мінімумом і максимумом. Після того, як побудовано відповідність точок одного підпису точкам іншого підпису, порівнюються безпосередньо відповідають один одному точки різних підписів.

### Алгоритм, заснований на розкладанні функцій X(t), Y(t), P(t) в ряди
Розкладання в ряди дозволяє компактно зберігати дані про підпису з можливістю відновлення вихідних і відображає динаміку написання підпису.
Функції X(t), Y(t), P(t) можуть бути розкладені за коефіцієнтами Фур'є або вейвлет-розкладання. Далі порівняння підписів проводиться порівнянням відповідних масивів коефіцієнтів розкладання. З отриманого масиву коефіцієнтів розкладання також можливе відновлення вихідних функцій.
При використанні вейвлет-перетворення зменшується кількість помилок першого роду, при фіксованій помилку другого роду. Але слід зазначити, що вейвлет-перетворення має велику обчислювальну складність алгоритмів, ніж перетворення Фур'є, для якого існує алгоритм швидкого перетворення Фур'є.
Часто порівнюються додаткові характеристики підписи: відношення довжини підписи до її ширині, кут нахилу підпису, кут нахилу між центрами половин підпису.

## Область застосування
Технологія може використовуватися в цілому ряді додатків, включаючи:
- банківська справа;
- страхова справа;
- електронну комерцію;
- автоматизацію офісної діяльності;
- автоматизацію підписання державних паперів;
- контроль фізичного доступу;
- контроль ув'язнених;
- облік робочого часу.